# San Pablo de Borbur
San Pablo de Borbur es un municipio colombiano ubicado en la provincia de Occidente en el departamento de Boyacá. 
El municipio está situado a unos 65 km de la ciudad de Chiquinquirá, capital de la provincia y limita al norte con Otanche y Pauna, al sur con Muzo, al oriente con Maripí y Pauna y al occidente con Otanche. 
San Pablo de Borbur también es conocido como «el municipio esmeralda de Colombia», por sus numerosos yacimientos en su jurisdicción.

## Toponimia

##### Origen lingüístico[4]
- Familia lingüística: Indoeuropea
- Lengua: Latín

##### Significado
San es una expresión que proviene de la voz latina sanctus, que nombra lo sagrado, variación de sancio “inviolable”.
Pablo es un nombre de origen latino paulus que significa “aquel que es pequeño o débil”.
La palabra borbur proviene del latín bullare, derivación de la raíz del mismo origen bulla, que significa “ampolla o campanilla que se forma en el agua cuando llueve”, “burbujear”, unificando los sentidos de “brotar, borbollar, nacer, borbotar”. Borbur compuesta por las voces bor, locución de origen onomatopéyico que conformó la palabra borbotar en el sentido de “nacer, brotar, hervir agua con vehemencia, haciendo ruido”, y la onomatopeya burb, en acepción a una “esfera de aire o algún otro gas que se forma en el interior de algún líquido y sale a la superficie”.

##### Origen / Motivación
Algunas opiniones sugieren que el nombre del municipio se tomó en honor al primer párroco, el padre Pablo Valette, quien llegó a la región y bautizó el caserío con el nombre de Borbur, por su parecido a la región francesa de donde él era originario; con el paso del tiempo se agregó el San Pablo en su honor.

## Historia
En 1875 se creó el caserío y hacia 1912 se construyó la primera capilla por iniciativa de Guillermo Lancheros. El primer párroco de la población fue el sacerdote Pablo Valette quien llegó en 1918. Fue creado a partir del municipio de Pauna el 9 de diciembre de 1959. Dentro de las dos vertientes antropológicas de la población se encuentra los indígenas muzos y los españoles.

## Geografía
San Pablo de Borbur está localizado en las estribaciones de la Cordillera Oriental hacia el Valle del río Magdalena en un terreno accidentado y pendientes superiores al 50%. Al nororiente del municipio se encuentra el Cerro de Fura, en la vereda San Isidro con una altitud de 800 m s. n. m., Al frente se encuentra el Cerro de Tena, separado por el río Minero en el municipio de Pauna. 
Otros puntos geográficos importantes son: Los cerros de Coscuez, Peñas Blancas, Calcetero, La Chapa, San Gil, Cañanguana y San Pedro entre otros. Los principales ríos son: Minero, Guaso, Tununguá, y las quebradas Tambrías, Honda, Las Cacas y Buriburí.

### Límites
San Pablo de Borbur está delimitado por los siguientes municipios:
| Noroeste: Otanche                 | Norte: Límite entre Otanche y Pauna (Río Minero) | Nordeste: Pauna (Río Minero)                   |
| Oeste: Otanche (Ruta Nacional 60) |                                                  | Este: Limite entre Pauna y Maripí (Río Minero) |
| Suroeste: Otanche y Quípama       | Sur: Muzo                                        | Sureste: Maripí (Río Minero)                   |

## División Político-Administrativa
Además de su cabecera municipal, San Pablo de Borbur tiene bajo su jurisdicción los siguientes centros poblados: Coscuez, San Martín y Santa Bárbara.

## Economía
Los tres sectores más importantes son la agricultura, la ganadería y la minería. Se cultiva café, maíz, plátano, caña de azúcar, fríjol, arroz y cacao. La explotación piscicola se encuentra en expansión gracias a granjas piloto. Cuenta con la mina de Coscuez, la más importante a nivel mundial y principal fuente de empleo en el municipio. Es fuente del 60% de la producción mundial. Otras minas son Peñas Blancas, Chizo Cuépar, La Chapa y Calcetero Alto, aunque existe otras reservas comprobadas en San Isidro, Calamaco Bajo, Santa Bárbara y San Martín.

## Turismo
Entre los principales atractivos se encuentra la caverna inexplorada de Las Cacas (Vereda San Miguel), el páramo Lagunas (agua subterránea, estalactitas y estalacmitas), páramo San Pedro, los Cerros de Fura y Tena, las cascadas del cerro San Gil y el mirador de Cielo Abierto.